# Кивинебб (крепость)
Кивинебб (швед. Kivinebb) — крепость в Первомайском, находится на горе Старая Крепость (устар. Линнанмяки) близ посёлка.

## История
Точная дата постройки крепости неизвестна, первые упоминания о местности и церковном приходе относятся к 1445 году. По мнению некоторых ученых, постройка собственно крепости произошла не ранее 1540-х гг. Укрепление было земляным или деревянно-земляным и располагалось на высоком холме, господствовавшем над местностью.
Гарнизон крепости участвовал в Русско-Шведской войне 1554—1557: 11 марта 1555 года солдаты из крепости и местное ополчение, во главе с фогтом Йонсом Магнуссоном, нанесли поражение русскому отряду во главе с князем Бибиковым. В западной историографии это сражение получило известность также как Battle of Joutselkä (ныне Симагино); считается что значительную роль в победе сыграли финские лыжники. Однако на следующий год воеводы Шереметев и Палецкий вновь атаковали крепость, на этот раз успешно — Кивинебб была сожжена. Сведения о дальнейшем использовании крепости в боевых действиях отсутствуют, однако на землемерном атласе Аспегрена (1645 год) видны усадьба приходского священника и четырехугольное укрепление (или его остатки).
В 1706 году русские войска использовали шведские полевые укрепления — шанцы.
C 1942 года началось строительство оборонительной линии VT (Ваммельсуу – Тайпале, «Карельский Вал»), Кивеннапа была одним из мощных узлов обороны. В ходе Выборгской наступательной операции укрепления в Кивеннапе штурмовали бойцы 63-й гв. сд 30-го гвардейского корпуса. Во время общего отхода с линии VT ДОТы были взорваны.

## Нынешнее состояние
До настоящего времени уцелели бастионы крепости высотой более десяти метров и ров, а также остатки древнего мощения на дороге, ведущей на холм. С 2010 года крепость была поставлена на учет как вновь выявленный объект культурного наследия регионального значения.